# Dark Seed (videojuego)
Dark Seed es un videojuego para computadora del género aventura gráfica. Fue desarrollado y producido por Cyberdreams en 1992. Se desarrolla en un mundo normal, con un mundo oscuro como contraparte, siendo este basado en el arte de H. R. Giger. Fue uno de los primeros juegos en usar gráficos de alta resolución (640 píxeles de ancho), por pedido de Giger. Una secuela, Dark Seed II, fue lanzada en 1995. El juego original fue lanzado para Amiga, Amiga CD32, DOS, Macintosh, Sega Saturn y PlayStation. Las versiones para las consolas fueron editadas solo en Japón, siendo la versión para la Saturn compatible con el ratón Sega Saturn. También hubo una versión desarrollada para la Sega Mega-CD y promocionada para el mercado norteamericano, pero la empresa Vic Tokai, encargada de comercializarla, nunca lo hizo. Una versión sin licencia fue editada para la Nintendo Entertainment System (NES) en China.

## Historia
El personaje principal, Mike Dawson, lleva el nombre del diseñador principal y productor Mike Dawson, que también aparece como sprite del personaje. El Mike Dawson ficticio es un exitoso publicista y escritor, quien recientemente compró una vieja mansión en la pequeña ciudad de Woodland Hills. Tan pronto como se muda a la casa, se queda dormido y tiene una pesadilla en la que se encuentra en un lugar llamado el "Mundo Oscuro", habitado por criaturas inhumanas, llamadas "Ancianos". Estos retienen a Mike por la fuerza, y usan una máquina alienígena para implantar en su cabeza un objeto llamado "Dark Seed" (en inglés, semilla oscura). Cuando Mike despierta, tiene tres días para resolver el misterio de la ciudad antes que la "semilla de la oscuridad" brote de su cerebro y los "Ancianos" tomen el mundo real.

## Legado
Dark Seed es notable por sus gráficos impresionantes.[cita requerida] Al contrario de la mayoría de los juegos de aventuras, los cuales daban al jugador tiempo para explorar, casi todas las acciones en Dark Seed tienen que hacerse dentro de los plazos exactos, o el juego terminará en un estado imposible de ganar.
Una leyenda urbana cuenta que el diseñador jefe, Mike Dawson, tuvo una crisis mental por la intensa presión del desarrollo de Dark Seed. Sin embargo, Mike dejó la industria de los videojuegos después de completar el Dark Seed, escribiendo para la televisión hasta fines de la década de 1990. También escribió dos libros de programación (Beginning C++ Game Programming y Python Programming for the Absolute Beginner) y enseña diseño de videojuegos y programación en la Stanford University y en la UCLA.